# Consolidated PB4Y-2 Privateer
Консолідейтед PB4Y-2 «Пріватір» («Корсар», англ. Consolidated PB4Y-2 Privateer) — американський морський патрульний літак, розроблений авіаційною компанією «Consolidated Aircraft» на основі важкого бомбардувальника B-24 Liberator. Розроблявся спеціально на замовлення ВМС США, і використовувався на останніх етапах війни на Тихоокеанському ТВД.

## Історія створення
В травні 1943 року компанія Consolidated отримала замовлення на створення варіанту B-24 Liberator для використання в морській авіації. Оскільки літаки морської авіації діяли на малих і середніх висотах, було вирішено відмовитись від двигунів з турбонагнітачами, а також використати однокілеве хвостове оперення, яке вже випробовувалось на моделях XB-24K і XB-24N. Літак попередньо отримав позначення XPB4Y-2, і заводський індекс «модель 100».
Перший з трьох прототипів, які були перероблені з PB4Y-1, піднявся в повітря 20 вересня 1943 року, а 16 жовтня був підписаний контракт на виготовлення 660 літаків. Згодом його було розширено до 1370 літаків, але до закінчення війни було виготовлено тільки 739 літаків, і виробництво було скорочене.

## Основні модифікації
- PB4Y-2 — оснащувався двигунами Pratt & Whitney R-1830-94 потужністю 1350 к.с. Захисне озброєння складалось з дванадцяти 12,7-мм кулеметів по два в носовій, хвостовій, двох верхніх баштах і двох бокових блістерних установках. Маса бомбового навантаження — 3630 кг.
- RY-3 — транспортна модифікація без захисного озброєння. Було побудовано 34 літаки, 26 з яких отримала Велика Британія. В британських ВПС літак отримав позначення Liberator Mk.IX C.

## Історія використання

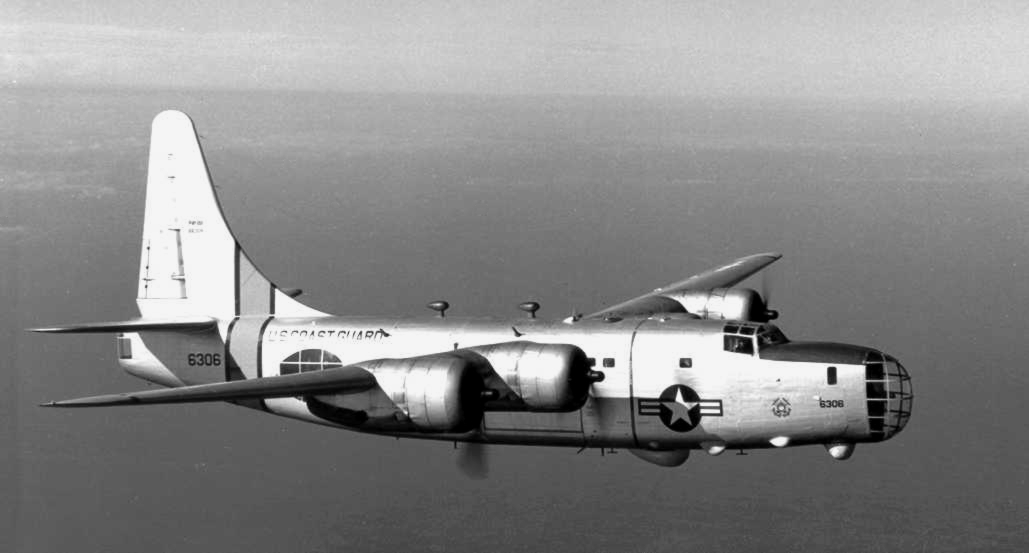
P4Y-2 берегової охорони.

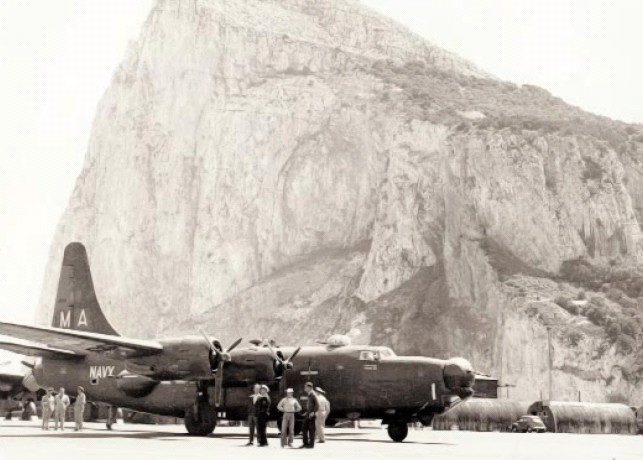
PB4Y-2 на Гібралтарі

Перші PB4Y-2 надійшли до бойових частин тільки в серпні 1944 року, а перший бойовий виліт відбувся аж в січні 1945 року проти цілей поблизу Маріанських островів. В цей час основним районом бойових дій морської авіації став Тихий океан, тому над Атлантикою PB4Y-2 майже не з'являлись. Основною задачею для PB4Y-2 стала підтримка американських десантних операцій, літаки знищували берегові укріплення, радари, також атакували морські цілі.
PB4Y-2 трьох ескадрилей (VPB-109, VPB-123 і VPB-124) були пристосовані для використання протикорабельної керованої бомби ASM-N-2 Bat. Вперше в бойових умовах ця бомба була використана 23 квітня 1945 року поблизу Балікпапана.
Після закінчення Другої світової PB4Y-2 залишались на озброєння морських патрульних ескадрилей до 1954 року, деякі з них взяли участь в Корейській війні.
В 1950 році 22 PB4Y-2 були передані Франції, де вони ввійшли в флотилії 6F, 8F і 28F. В складі частин вони використовувались як бомбардувальники в Індокитаї і Алжирі. Останні PB4Y-2 були зняті з озброєння в 1961 році.
ВПС Республіки Китай отримали 38 PB4Y-2 в 1952-56 році.

## Тактико-технічні характеристики

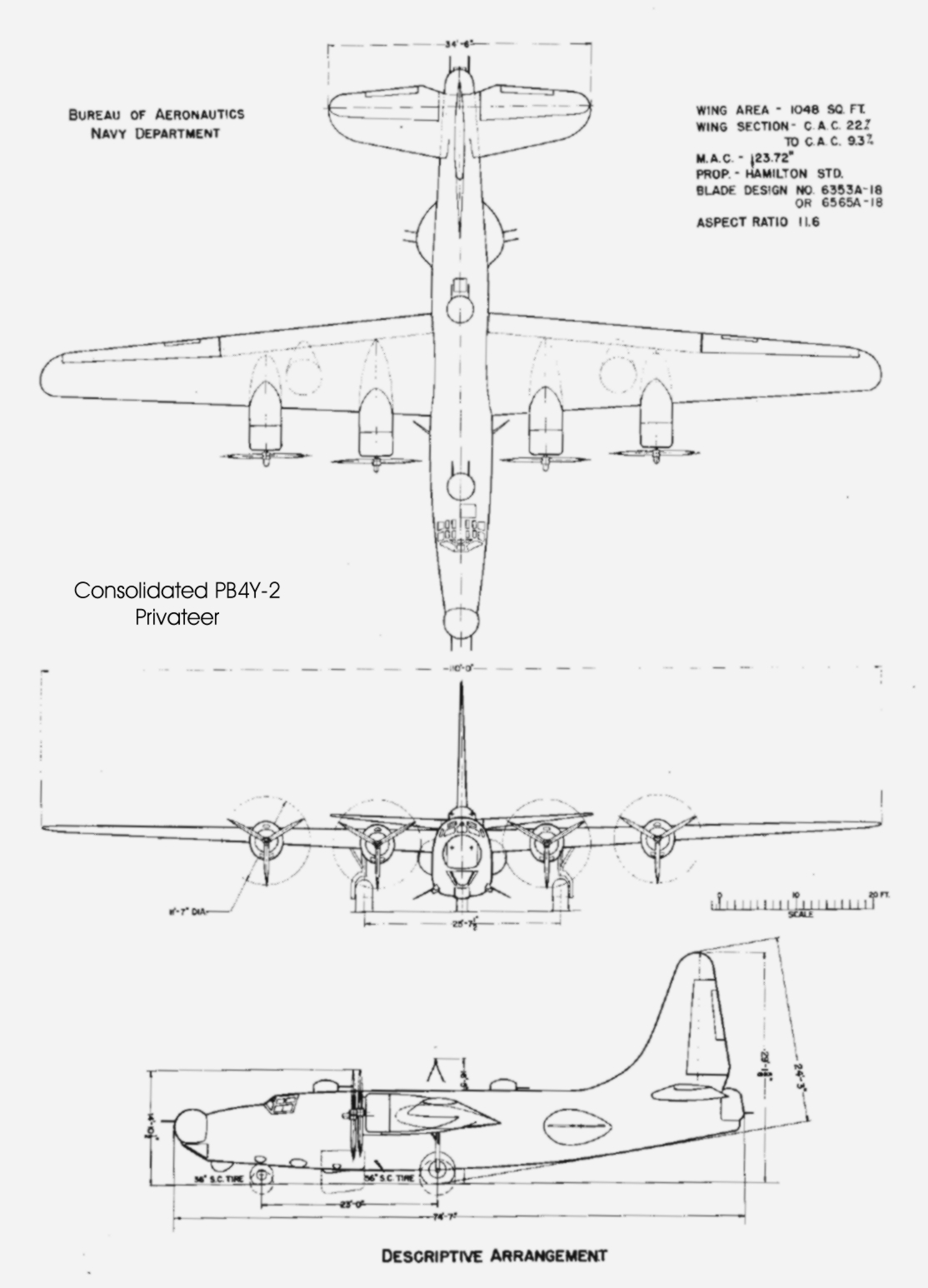

### Технічні характеристики
- Довжина: 22,73 м
- Висота: 8,89 м
- Розмах крила: 33,53 м
- Площа крила: 97,36 м ²
- Маса порожнього: 16 970 кг
- Маса спорядженого: 29 030 кг
- Двигун: 4 × Pratt & Whitney R-1830-94
- Потужність: 4 × 1350 к. с.

### Льотні характеристики
- Максимальна швидкість: 397 км/год
- Бойовий радіус: 4200 км
- Практична стеля: 6000 м
- Швидкопідйомність: 5 м/с

### Озброєння
- Захисне:

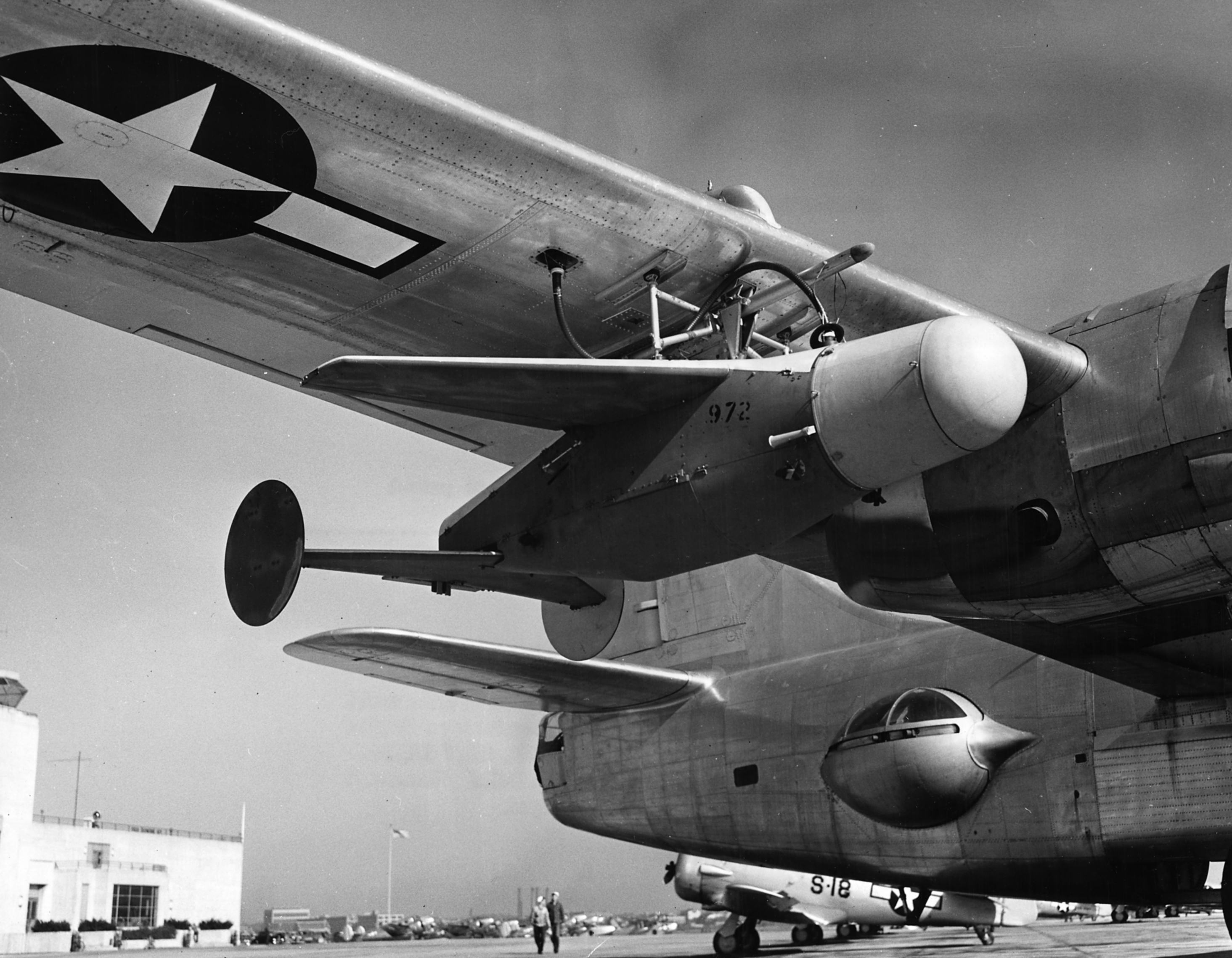
Бомба ASM-N-2 Bat під крилом PB4Y-2

  - 12 × 12,7-мм кулеметів Browning M2
- Бомбове:
  - 3630 кг бомб
  - 2 × керовані бомби ASM-N-2 Bat на зовнішніх підвісах.